# Kelly Clarkson
 Ikke at forveksle med Kelly Clark.
Kelly Brianne Clarkson (født 24. april 1982) er en Grammy Award-vindende amerikansk pop- og rocksanger og sangskriver. Clarkson blev kendt da hun medvirkede i reality tv-showet American Idol, og vandt konkurrencen i 2002.
Gift med manager Brandon Blackstock.
Hendes første album, Thankful, blev kort efter udgivet, og var en stor succes i starten. De sidste singler fra albummet klarede sig ikke særlig godt, og mange troede at Clarksons karriere var slut. Men i 2004 udgav hun albummet Breakaway, som viste sig at blive en endnu større succes end Thankful. Clarksons tredje album, My December udkommer den 26. juni 2007 Albummet var ikke en så stor succes, og sommerens store stadionturne blev aflyst. Hendes fjerde album All I Ever Wanted udkom i marts 2009. All I Ever Wanted er blevet en stor succes i USA og i UK. I 2018 er hun coach i sæson 14 af The Voice USA.

## Diskografi

### Album
- Thankful (2003)
- Breakaway (2004)
- My December (2007)
- All I Ever Wanted (2009)
- Stronger (2011)
- Wrapped in Red (2013)
- Piece by Piece (2015)
- Meaning of Life (2017)
- When Christmas Comes Around... (2021)

### Singler
- A Moment Like This 2002
- Miss Independent 2003
- Low 2003
- The Trouble with Love Is 2004
- Breakaway 2004 (Europæisk re-release 2006)
- Since U Been Gone 2004
- Behind These Hazel Eyes 2005
- Because of You 2005
- Walk Away 2006
- Never Again 2007
- Sober 2007
- My Life Would Suck Without You 2009
- I Do Not Hook Up 2009
- Already Gone 2009
- Stronger (What Doesn't Kill You) 2012